# Nvidia nForce3

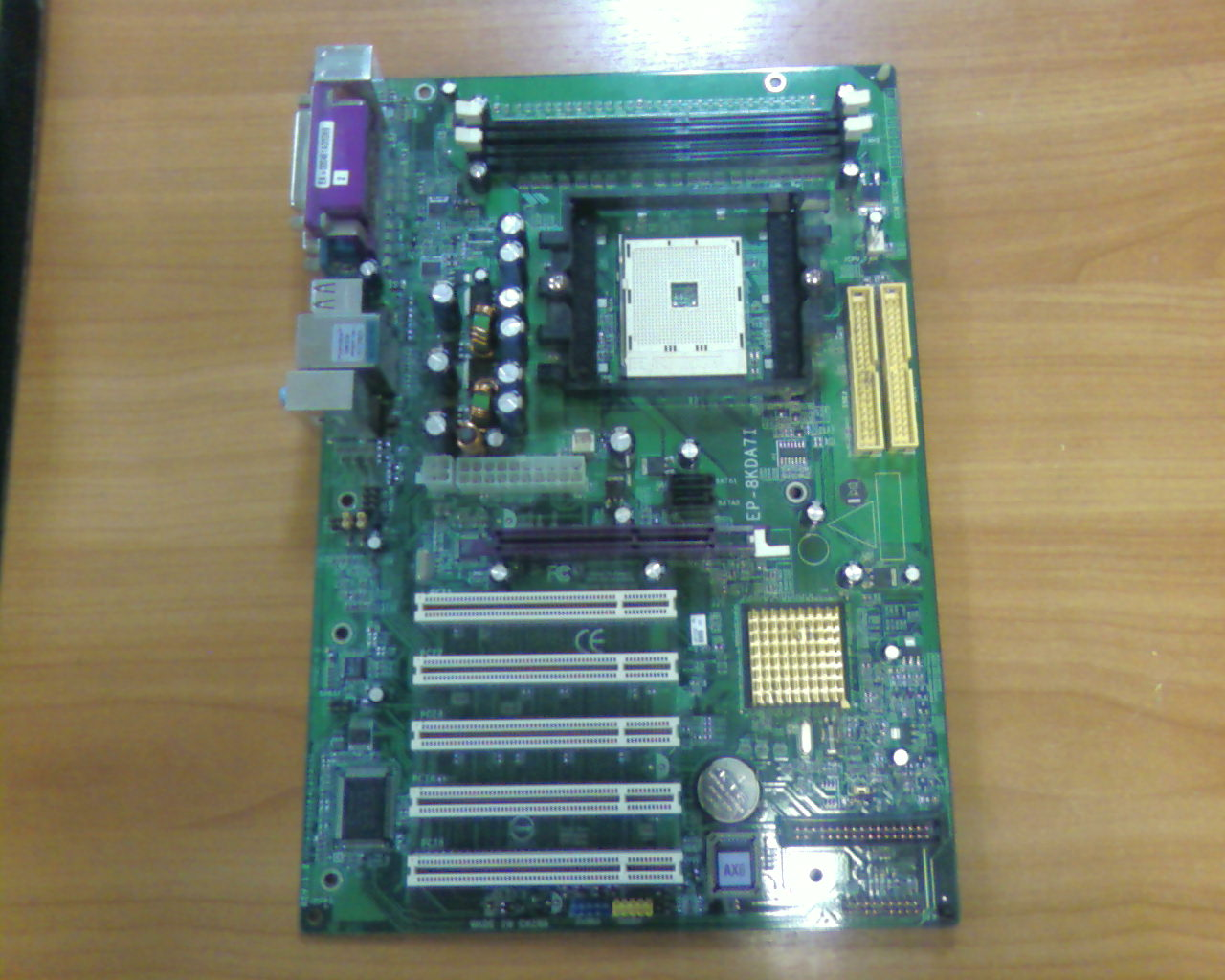
Nvidia nForce3

Der nForce3 (Codename CK8) ist eine Familie von PC-Chipsätzen der Firma Nvidia für AMDs K8- und AMDs K9-Prozessoren, die Mitte 2003 auf den Markt kamen.

## Entwicklung
Im Gegensatz zu den Vorgängern besteht der nForce3 nur noch aus einem einzigen Chip, was vor allem auf den Umstand zurückzuführen ist, dass AMD den Speichercontroller bei der K8-Serie direkt in den Prozessor integriert hat. Damit ist eine wichtige Funktion der ehemaligen Northbridge weggefallen und eigentlich nur noch der Accelerated Graphics Port (AGP) übrig geblieben, der dann mit den Southbridge-Funktionen zu einem Chip zusammengefasst wurde. Nvidia bezeichnet den nForce3 deswegen auch als MCP (Media and Communication Processor).

### Modelle
Es gibt folgende Varianten:
- nForce3 150
- nForce3 250
- nForce3 250Gb
- nForce3 Ultra

Der nForce3 150 ist die erste Variante und kam Mitte 2003 auf den Markt. Die MCP-Funktionen basierten auf der MCP-S des nForce2, allerdings gibt es einige Probleme mit dem Chipsatz: So ist zwar ein Serial-ATA-Controller integriert, allerdings ist er nicht funktionstüchtig. Außerdem betreibt der nForce3 150 den HT-Link zum Prozessor nur mit 600 MHz statt der von AMD vorgesehenen 800 MHz. Ansonsten bietet er die üblichen Features wie AGP 8x, Ultra-DMA/133-Controller mit zwei Kanälen, integriertes 10/100-Mbit/s-Ethernet, acht USB-2.0-Ports und ein AC97-Audiointerface.
Der nForce3 250 war dann im Prinzip eine fehlerbereinigte Version des nForce3 150 und bietet zusätzlich zwei SATA-Ports und die vollen 800 MHz des HT-Links zum Prozessor. Wenig später folgte dann der nForce3 250 Gb mit Gigabit-Ethernet und integrierter Firewall.
Mit Einführung des Sockel 939 stellte Nvidia dann den nForce3 Ultra vor, der den nForce3 250Gb um einen beschleunigten HT-Link zum Prozessor (1000 MHz) ergänzt.

### Ausstattung
Northbridge
| Modell         | Front Side Bus  | AGP              | P-ATA (ATA-133) | S-ATA (SATA-1) | RAID- Modi | USB 2.0 | PCI- Slots | Ethernet   | Audio |
| -------------- | --------------- | ---------------- | --------------- | -------------- | ---------- | ------- | ---------- | ---------- | ----- |
| nForce3 150    | 0600 MHz HT 1.0 | AGP 3.0 (4×, 8×) | 4               | –              | 0, 1, 0+1  | 8       | ?          | 100 Mbit/s | AC97  |
| nForce3 250    | 0800 MHz HT 1.0 | AGP 3.0 (4×, 8×) | 4               | 2              | 0, 1, 0+1  | 8       | 5          | 100 Mbit/s | AC97  |
| nForce3 250 Gb | 0800 MHz HT 1.0 | AGP 3.0 (4×, 8×) | 4               | 2              | 0, 1, 0+1  | 8       | ?          | Gigabit    | AC97  |
| nForce3 Ultra  | 1000 MHz HT 2.0 | AGP 3.0 (4×, 8×) | 4               | 2              | 0, 1, 0+1  | 8       | ?          | Gigabit    | AC97  |